# Hans Hammerstorfer
Hans Hammerstorfer (* 11. Februar 1870 in Mauthausen; † 4. Dezember 1954 in Wien) war ein österreichischer Politiker der Sozialdemokratischen Arbeiterpartei (SdP).

## Ausbildung und Beruf
Nach dem Besuch der Volksschule wurde er Sekretär und letztendlich Zentralsekretär des Verbandes landwirtschaftlicher und forstwirtschaftlicher Arbeiter und Arbeiterinnen Österreichs.

## Politische Funktionen
- Mitglied des Gemeinderates von Eggenberg bei Graz

## Politische Mandate
- 10. November 1920 bis 1. Oktober 1930: Mitglied des Nationalrates (I., II. und III. Gesetzgebungsperiode), SdP